# 阮氏兄弟
阮氏兄弟，又称为阮氏三雄，是中国古典名著《水浒传》中的三位人物：阮小二（阮进）、阮小五（阮通）、阮小七的并称。阮氏兄弟是北宋末年山东济州府石碣村的渔民，三人艺胆包身、水性出众，在江湖之间颇有名望，因此受到吴用之邀，与晁盖等人劫取送给太师蔡京的生辰纲，案后一同到水泊梁山落草为寇，成为四寨水军头领。

## 排行
阮氏兄弟最早出现在《癸辛杂识》引用龚圣与所作的〈宋江三十六人赞〉，名号是活阎罗阮小七、短命二郎阮小二、立地太岁阮小五，分别排列在第5位、第12位、第25位。 宋代话本《大宋宣和遗事》之中的名号是活阎罗阮小七、立地太岁阮小五、短命二郎阮进，在三十六员名列第9位、第10位、第11位。
元明杂剧《豹子和尚自还俗》中的名号是活阎罗阮小七、立太岁阮小五、莽二郎阮进，三十六员中排名在第10位、第12位、第13位。明代小说《水浒传》百二十回本之中的名号是“天剑星”立地太岁阮小二、“天罪星”短命二郎阮小五、“天败星”活阎罗阮小七，在一百单八将分别名列第27位、第29位、第31位。
早期话本并未提及三人是族兄弟或胞兄弟，但都以阮小七排名靠前；《水浒传》则直言三人是亲兄弟，以阮小二为首。针对三兄弟名字的排序，有几种说法：
- 鲇鱼起名说：阮氏兄弟在父亲病重时，为父亲捕来三条鲇鱼治病，分别重七斤、五斤、两斤，因此阮父依次为三人命名为小七、小五、小二；
- 兄弟早夭说：阮家原来应有七兄弟，因为其余兄弟早夭，才剩下三兄弟；
- 家族排行说：根据同族兄弟的顺序起名，三人在同辈之中排行第二、第五、第七。

## 相关作品
- 电影《阮氏三雄》，1941年李晨风、吴回执导的香港电影[6]
- 电影《阮氏三雄》，1988年江杨执导的中国大陆电影[7]
- 10分钟二维动画《水浒英雄列传26 阮氏三雄》